# Christine Hennion
Christine Hennion (ur. 23 sierpnia 1955 r. w Roubaix) – francuska polityk reprezentująca partię La République En Marche! W wyborach parlamentarnych w czerwcu 2017 r. została wybrana do francuskiego Zgromadzenia Narodowego, w którym reprezentuje departament Hauts-de-Seine.